# Richard Grimmett
Richard Grimmett (* 6. Juni 1960 in London) ist ein britischer Ornithologe und Naturschützer.

## Leben
Grimmett absolvierte von 1971 bis 1978 die Littlehampton Comprehensive School, Sussex, die er mit sehr guten Noten in Biologie, Chemie und Kunst abschloss. Ab 1979 studierte er an der University of East Anglia in Norwich, wo er 1983 seinen Bachelor of Arts in den Sozial- und Wirtschaftswissenschaften erlangte. Von 1985 bis 1986 war er Assistent des Programmleiters im Sekretariat von BirdLife International, wo er insbesondere bei einem Projekt zur Erhaltung des Madeira-Sturmvogels mitwirkte. Von 1986 bis 1994 war er Programmbeauftragter und Programmleiter für Europa und Asien beim Sekretariat von BirdLife International. Von 1994 bis 2007 war er Leiter der Asien-Abteilung von BirdLife International. Von 1997 bis 2000 war er ferner Koordinator des Indonesien-Programms von BirdLife International. Seit August 2007 ist er Leiter und seit August 2010 ist er Assistenzdirektor der Naturschutzabteilung von BirdLife International in Cambridge. Außerdem ist Grimmett Mitglied beim Critical Ecosystem Partnership Fund (CEPF).
1983 war Grimmett im Leitungsgremium der Ornithological Society of the Middle East tätig. 1984 gründete er mit anderen Ornithologen den Oriental Bird Club, der sich mit Vogelbeobachtung und Vogelschutz in der Orientalis befasst. Von 1985 bis 1989 war er Vorsitzender und von 1989 bis 1983 in der Organisationsleitung des Oriental Bird Club. 
Grimmetts Interessen umfassen den Vogelschutz, den Naturschutz und die Forschung über gefährdete Vogelarten in der asiatischen Region sowie die Identifizierung von Vögeln in der Paläarktis und der Orientalis.

## Schriften
- Important bird areas in Portugal and the Atlantic islands of Spain. A preliminary list of sites, 1986
- A review of the problems affecting Palearctic migratory birds in Africa. ICBP Study Report No. 22, 1987
- (mit Timothy A. Jones) Σημαντικες Περιοχες για τα Πουλια της Ελλαδας [Important bird areas in Greece], 1988
- (mit Timothy A. Jones) Important Bird Areas in Europe. ICBP Technical Publication No. 9, 1989
- (mit Ludwik Tomiałojć, Graham M. Tucker, Melanie F. Heath) Birds in Europe: their conservation status. BirdLife International (Conservation Series No. 3). Cambridge, United Kingdom, 1994
- (mit Carol Inskipp & Tim Inskipp) Birds of the Indian Subcontinent, 1999
- (mit Carol Inskipp & Tim Inskipp) Pocket guide to the Birds of the Indian Subcontinent, 2000
- (mit Carol Inskipp & Tim Inskipp) A field guide to the Birds of Bhutan, 2000
- (mit Carol Inskipp & Tim Inskipp) A field guide to the Birds of Nepal, 2001
- (mit Carol Inskipp & Tim Inskipp) A field guide to the Birds of Northern India, 2003
- (mit Carol Inskipp & Tim Inskipp) A field guide to the Birds of Southern India, 2005
- (mit Carol Inskipp & Tim Inskipp) A field guide to the Birds of Pakistan, 2009